# Bertino de Sithiu
Bertino (Coutances, c. 615 - Saint-Omer, c. 709) fue un abad de Saint-Omer, es venerado  como santo por la Iglesia católica el 5 de septiembre.

## Biografía
Después de entrar en el monasterio de Luxeuil fundado por San Colombano, hacia 642, Bertino, con los monjes Mommolino y Ebertanno, se trasladó a la diócesis de Thérouanne, dirigida por el obispo Audomaro. Les dio a los tres la tarea de ir a Sithiu (hoy Saint-Omer) para construir un monasterio, para lo cual Mommolino fue elegido primer abad.
Después de 660 le sucedió Bertino, quien, convertido en abad, hizo todo lo posible por la evangelización de las tierras vecinas y por la recuperación de la campiña circundante.
Bertin dirigió durante mucho tiempo como abad el monasterio de Sithiu. Originalmente dedicado a Martín de Tours, este monasterio fue dedicado a él y tomó su nombre después de su muerte, a la edad de 99 años, en el 709.
Venerado como santo por la Iglesia católica, su memoria se celebra el 5 de septiembre.

## Iglesia de Saint-Bertin
Bertin, delegado de Audomar, fue comisionado con otros dos monjes (Momelin y Ebertram), en el siglo VII, para evangelizar esta parte del norte de la Galia. Allí creó un monasterio en el que se construyó una iglesia románica a mediados del siglo XI. De esta iglesia se salvaron capiteles y restos de un mosaico que se conservan en el museo del hotel Sandelin de Saint-Omer.
Una segunda iglesia gótica, conocida como “Saint-Bertin”, en piedra caliza blanca, fue construida en el sitio en el siglo XIV (desde 1325 hasta 1520 según los cronistas). Esta iglesia cayó en ruinas a principios del siglo XIX.

## Leyenda y tradición
Según un autor del siglo XVII, habiendo escrito una vida de San Folquin (Folquin de Thérouanne), retomada en el siglo XIX, Folquin entonces obispo de Thérouanne, temiendo las incursiones vikingas, hizo esconder hacia 846 los restos de San Bertin. La reliquia habría permanecido 206 años en su escondite y habría sido redescubierta hacia 1050. Este hecho dio lugar a una ceremonia oficial en presencia de numerosos dignatarios, tanto laicos como eclesiásticos, como Adela de Flandes, esposa de Balduino V de Flandes.
En 1234, se llevó a cabo la traslación de los restos de San Bertin, a petición de Jacobo I de Furnes, abad de Saint-Bertin, en presencia del obispo de Arrás, varios abades, el conde de Guînes, etc.